# Деве-Бойну
Деве-Бойну (тур. Deveboynu — букв.: «верблюжья шея») — горный хребет в Турции к востоку от Эрзурума. Высота господствующих вершин составляет 2200—2400 м. К востоку от хребта располагается Пасинская равнина. В XIX—XX вв. Деве-Бойну играл роль стратегического рубежа, за овладение которым сражались как русские, так и турецкие войска. Одним их эпизодов этого противостояния было Сражение при Деве-Бойну (1877 год). Через горы Деве-Бойну ведет перевал, рядом с которым располагается высота Узун-Ахмет.